# Disco de Diamante
Un Disco de Diamante es un premio discográfico otorgado a un artista, por un sencillo, un vídeo musical, un álbum de estudio, o un single de álbum de estudio, por las altas ventas y éxito obtenidas en su carrera discográfica. Es entregado en la mayoría de ocasiones por un álbum de estudio, al superar cierta cantidad de ventas (estas dependiendo de cada país). La RIAA (en Estados Unidos) es la máxima, con 10 millones de ventas. Artistas como Julio Iglesias , Mariah Carey, Tupac Shakur, Michael Jackson, Britney Spears, Queen, Elvis Presley, Madonna, Eminem, Janis Joplin, Garth Brooks, o Nirvana, Camilo Sesto  y Luis Miguel han sido reconocidos con esta distinción, entre otros.

## Cantidad de unidades vendidas para obtener un Disco de Diamante por país
| Argentina      | 100.000    |
| Brasil         | 300.000    |
| Canadá         | 800.000    |
| Chile          | 100.000    |
| Estados Unidos | 10.000.000 |
| México         | 700.000    |
| Colombia       | 200.000    |
| Japón          | 1.000.000  |
| Turquía        | 150.000    |
| España         | 1.000.000  |
| Francia        | 500.000    |
| Italia         | 500.000    |
| Polonia        | 150.000    |
| Reino Unido    | 3.000.000  |